# Berberis laurina
Berberis laurina är en berberisväxtart som beskrevs av Carl Peter Thunberg. Berberis laurina ingår i släktet berberisar, och familjen berberisväxter. Inga underarter finns listade i Catalogue of Life.